# Bed Chem
Bed Chem è un singolo della cantautrice statunitense Sabrina Carpenter, pubblicato l'8 ottobre 2024 come quarto estratto dal sesto album in studio Short n' Sweet.

## Classifiche

### Classifiche settimanali
| Classifica (2024-25) | Posizione massima |
| -------------------- | ----------------- |
| Australia            | 10                |
| Canada               | 17                |
| Estonia              | 10                |
| Filippine            | 8                 |
| Grecia               | 47                |
| Irlanda              | 5                 |
| Nuova Zelanda        | 9                 |
| Portogallo           | 30                |
| Regno Unito          | 6                 |
| Singapore            | 10                |
| Stati Uniti          | 14                |
| Svezia               | 65                |

### Classifiche di fine anno
| Classifica (2024) | Posizione |
| ----------------- | --------- |
| Filippine         | 79        |